# Nikolái Vasílievich Kovaliov
Nikolái Vasílievich Kovaliov (en ruso: Николай Васильевич Ковалёв; 8 de enerojul./ 20 de enero de 1888greg., Gluzkovo, uyezd de Rylsk, Gobernación de Kursk, Imperio Ruso - 14 de junio de 1969, Maikop, Óblast autónomo Adigués, Krai de Krasnodar, RSFS de Rusia, URSS) fue un botánico y agrónomo ruso y soviético.

## Biografía
Nikolái Vasílievich Kovaliov nació en el pueblo de Gluzkovo, en la gobernación de Kursk, el 8 de enerojul./ 20 de enero de 1888greg.. Estudió en una escuela agrícola, después de lo cual fue reclutado en el ejército. Durante la Primera Guerra Mundial, el comandante de su unidad de reconocimiento resultó herido y recibió la Cruz de San Jorge.
En 1919, Kovaliov se convirtió en miembro del RCP (b) y se unió al Ejército Rojo, participó en las hostilidades en Crimea. Después de 1922 trabajó como maestro de escuela, agrónomo y también en los órganos del partido de la provincia de Kursk. En 1927, Nikolái Vasílievich se mudó a Moscú, donde se convirtió en jefe del departamento de producción de cultivos del Comisariado Popular de Agricultura. En 1928, Kovaliov fue nombrado director del Jardín botánico Nikitski, en 1929, director del Instituto de Protección de Plantas de toda la Unión. Desde 1931 trabajó como subdirector del Instituto de Cultivo de Plantas de Toda la Unión.
En 1936, con el apoyo de N. I. Vavílov, Kovaliov recibió el grado de candidato de ciencias agrícolas sin defender una tesis. Luego se convirtió en el director de la Estación Experimental de Maikop. En junio de 1941, Nikolái Kovaliov fue arrestado sobre la base de una denuncia de uno de los oponentes de Vavílov, escrita en 1937, y exiliado a la RSS de Kazajistán durante 5 años.
Después de su liberación, trabajó en una granja estatal de carnes y lácteos, en 1946 fue nombrado jefe del departamento de frutas de la estación de Asia Central de VIR. Desde 1951, Nikolái Kovaliov trabajó en el Instituto de Horticultura, Viticultura y Enología de Uzbekistán. En 1959 regresó a Maikop, donde estudió cultivos frutales del género Prunus.
En 1968 fue condecorado con la Orden de la Estrella Roja.
Nikolái Vasílievich Kovaliov falleció el 14 de junio de 1969.

## Algunos artículos científicos
- Kovalev N. V. Género 762. Ciruela - Prunus Mill.  // Flora de la URSS  = Flora URSS  : en 30 ton  /ch. edición V. L. Komarov . - M  .; L.:  Editorial de la Academia de Ciencias de la URSS , 1941. - T. 10 / ed. Volúmenes B. K. Shishkin , S. V. Yuzepchuk . — 673 pág. - 5000 copias.

## Especies de plantas que llevan el nombre de N. V. Kovalev
×Sorbaronia kovalevii  Mezhenskyj , nom. inválido.

## Fuente
- Esta obra contiene una traducción  derivada de «Ковалёв, Николай Васильевич» de Wikipedia en ruso, publicada por sus editores bajo la Licencia de documentación libre de GNU y la Licencia Creative Commons Atribución-CompartirIgual 4.0 Internacional.

- La abreviatura «Kov.» se emplea para indicar a Nikolái Vasílievich Kovaliov como autoridad en la descripción y clasificación científica de los vegetales.[1]